# Tracy Woodson

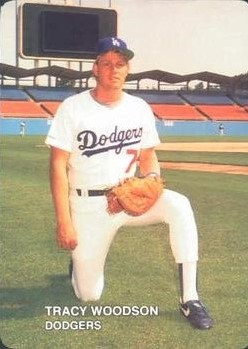
Um cartão de beisebol de Tracy Woodson do conjunto Mother's Cookies Los Angeles Dodgers de 1987

Tracy Woodson é um ex-jogador profissional de beisebol norte-americano.

## Carreira
Tracy Woodson foi campeão da World Series 1988 jogando pelo Los Angeles Dodgers. Na série de partidas decisiva, sua equipe venceu o Oakland Athletics por 4 jogos a 1.